# Communauté de communes du Petit Caux
Die Communauté de communes du Petit Caux ist ein ehemaliger französischer Gemeindeverband mit der Rechtsform einer Communauté de communes im Département Seine-Maritime in der damaligen Region Haute-Normandie. Sie wurde am 16. Dezember 2001 gegründet und umfasst 18 Gemeinden. Der Verwaltungssitz befand sich im Ort Saint-Martin-en-Campagne.
Mit Wirkung vom 1. Januar 2016 wurde der Gemeindeverband aufgelöst und in eine Commune nouvelle unter dem Namen Petit-Caux transformiert.

## Mitgliedsgemeinden
1. Assigny
2. Auquemesnil
3. Belleville-sur-Mer
4. Berneval-le-Grand
5. Biville-sur-Mer
6. Bracquemont
7. Brunville
8. Derchigny
9. Glicourt
10. Gouchaupre
11. Greny
12. Guilmécourt
13. Intraville
14. Penly
15. Saint-Martin-en-Campagne
16. Saint-Quentin-au-Bosc
17. Tocqueville-sur-Eu
18. Tourville-la-Chapelle